# Lineus nigrofuscus
Lineus nigrofuscus är en djurart som tillhör fylumet slemmaskar, och som först beskrevs av William Stimpson 1857.  Lineus nigrofuscus ingår i släktet Lineus och familjen Lineidae. Inga underarter finns listade i Catalogue of Life.